# 梁樂民
梁樂民（英語：Longman Leung，1972年3月23日—），香港电影美术指导、导演暨编剧。2012年11月，其导演处女作《寒戰》上映，獲得香港電影金像獎最佳導演及最佳編劇獎。

## 生平
梁樂民有逾10年的美术指导工作经验，参与製作的电影包括《复仇》、《特务迷城》、《千机变》和《保持通话》等。
2012年，梁樂民与陆剑青联合编导个人首部电影《寒战》，该片由郭富城、梁家辉、杨采妮联合主演。

## 電影編導
- 2012年：《寒戰》（与陸劍青共同編導）
- 2015年：《赤道》（与陸劍青共同編導）
- 2016年：《寒戰II》（与陸劍青共同編導）
- 2021年：《梅艷芳》

## 美術指導
- 2005年：《虫不知》
- 2007年：《馬己仙峽道》
- 2007年：《校墓處》
- 2008年：《黑勢力》
- 2008年：《保持通話》
- 2010年：《葉問前傳》
- 2013年：《在一起》

## 演員
- 1996年：《四個32A和一個香蕉少年》
- 2007年：《馬己仙峽道》

## 獎項
| 年份   | 頒獎典禮             | 獎項       | 影片       | 結果 |
| ------ | -------------------- | ---------- | ---------- | ---- |
| 2013年 | 第32屆香港電影金像獎 | 最佳導演   | 《寒戰》   | 獲獎 |
| 2013年 | 第32屆香港電影金像獎 | 最佳編劇   | 《寒戰》   | 獲獎 |
| 2013年 | 第50屆金馬獎         | 最佳新導演 | 《寒戰》   | 提名 |
| 2017年 | 第36屆香港電影金像獎 | 最佳編劇   | 《寒戰II》 | 提名 |
| 2022年 | 第40屆香港電影金像獎 | 最佳導演   | 《梅艷芳》 | 提名 |